# Dayana Rodríguez
Dayana Lisset Rodríguez León (20 de octubre de 2001) es una futbolista profesional venezolana que juega como mediocampista en el Clube Atlético Mineiro de la Série A1 brasileña y en la selección nacional femenina de Venezuela.

## Selección nacional
Rodríguez representó a Venezuela en el Campeonato Sudamericano Sub-17 Femenino 2016 y en la Copa Mundial Femenina Sub-17 de la FIFA 2016. En la categoría absoluta, disputó los Juegos Centroamericanos y del Caribe de 2018 y la Copa América Femenina 2022.